# Ilytch
La rivière Ilytch (en russe : Илыч) est un affluent de rive droite du fleuve Petchora qui coule dans la république des Komis en Russie.

## Géographie
Son cours est long de 411 km et draine un bassin versant de 16 000 km2. L'Ilytch est gelée de début novembre jusqu'à fin avril. Ses affluents les plus importants sont les rivières Koguel et Paliou.
La réserve naturelle de la Petchora et de l'Ilytch borde la rive orientale du cours supérieur de l'Ilytch.

## Hydrométrie - Les débits mensuels à Ilytch
Le débit de la rivière a été observé pendant 28 ans (années 1969 - 1996) à Ilytch, petite localité située à quelque 75 kilomètres de son confluent avec la Petchora, et à une altitude de 113 mètres.
Le débit annuel moyen ou module observé à Ilytch sur cette période était de 197 m3/s pour une surface étudiée de 10 500 km2, soit approximativement 65 % de la totalité du bassin versant de la rivière qui en compte 16 000 km2. La lame d'eau d'écoulement annuel dans cette partie du bassin - de loin la plus importante - se montait de ce fait à 593 millimètres, ce qui peut être considéré comme très élevé, et résulte de l'abondance des précipitations, observée sur presque toute la surface de son bassin versant et surtout sur les hauteurs de l'Oural.
Les hautes eaux se déroulent au printemps, aux mois de mai et de juin, ce qui correspond au dégel et à la fonte des neiges du bassin. Au mois de juillet, le débit baisse fortement, mais il reste appréciable tout au long du reste de l'été et de l'automne. Un rebond de moyenne ampleur, a lieu au mois de septembre et d'octobre, et est lié aux précipitations automnales ainsi qu'à la moindre évaporation en cette saison.
À partir du mois de novembre, le débit de la rivière baisse à nouveau, ce qui mène directement à la période des basses eaux ou étiage annuel. Celui-ci a lieu de la mi-novembre à la fin du mois d'avril.
Le débit moyen mensuel observé en mars (minimum d'étiage) est de 35,3 m3/s, soit plus ou moins 5 % du débit moyen du mois de mai (720 m3/s), ce qui témoigne de l'amplitude importante des variations saisonnières. Sur la durée d'observation de 28 ans, le débit mensuel minimal a été de 28,0 m3/s en mars 1977, tandis que le débit mensuel maximal s'élevait à 1 180 m3/s en juin 1972.
En ce qui concerne la période estivale, la plus importante car libre de glaces (de mai à octobre inclus), le débit minimal observé sur cette même période, a été de 54,4 m3/s en août 1989. Un débit mensuel estival inférieur à 50 m3/s est fort peu probable.